# 小行星7885
小行星7885（7885 Levine）是一颗围绕太阳公转的小行星。1993年5月17日，蒂莫西·B·斯帕爾在卡特林那发现了此天体。
这颗小行星的绝对星等为86.10056等。